# آندریا تراینوتی
آندریا تراینوتی (انگلیسی: Andrea Trainotti؛ زادهٔ ۲۷ نوامبر ۱۹۹۳) بازیکن فوتبال اهل ایتالیا است.